# Federico Palomba
Federico Palomba (Càller, 1937) és un polític sard. Llicenciat en dret, el 1963 esdevingué jutge i president del Tribunal de Menors de Sardenya. El 1989 fou nomenat director d'administració penitenciària i director central de justícia de menors. A les eleccions regionals de Sardenya de 1994 fou elegit diputat per l'Aliança dels Progressistes, i ocupà el càrrec de President de Sardenya de 1994 a 1999. El 1997 fou un dels promotors de l'aprovació de la llei de promoció de les llengües pròpies (sard, català, tabartxin i els dialectes sassarès i gal·lurès), i que des del 1998 permetrà acollir-se al català de l'Alguer.
Ha col·laborat amb el Consell d'Europa, el Parlament Europeu, UNICEF i ha col·laborat amb El Salvador per a elaborar les lleis de menors. A les eleccions legislatives italianes de 2006 i 2008 fou elegit diputat per Itàlia dels Valors.

## Refències
1. ↑  Llei de llengües a Sardenya[Enllaç no actiu]